# Andrew Maynard
Andrew Lester Maynard (Cheverly, Estados Unidos, 8 de abril de 1964) es un deportista olímpico estadounidense que compitió en boxeo, en la categoría de peso semipesado y que consiguió la medalla de oro en los Juegos Olímpicos de Seúl 1988.

## Palmarés internacional
| Juegos Olímpicos | Juegos Olímpicos     | Juegos Olímpicos | Juegos Olímpicos |
| Año              | Lugar                | Medalla          | Prueba           |
| ---------------- | -------------------- | ---------------- | ---------------- |
| 1988             | Seúl (Corea del Sur) | Medalla de oro   | Peso semipesado  |